# Para siempre
Para siempre è un album della cantante Giuni Russo pubblicato il 20 novembre 2012 dalla Ice Records - Self.

## Descrizione
Il disco contiene interpretazioni di celebri brani internazionali e non (My Way, New York New York, Io che amo solo te etc.) e inoltre l'inedito Para siempre. All'album è allegato anche un DVD.

## Tracce
1. Para siempre (G. Russo - M.A. Sisini) (inedito)
2. My Way (P. Anka - C. François - J. Revaux - G. Thibault) (Live in studio)
3. Il nostro concerto (G. Calabrese - U. Bindi) (Live in studio)
4. New York New York (F. Ebb - J. Kander) (Live in studio)
5. People (J. Styne - B. Merrill) (Live in studio)
6. Yesterday (J. Lennon - P. McCartney) (Live in studio)
7. Cry (C. Cohlman) (Live Villa Bellini, Catania)
8. Un'anima fra le mani (C. Celli - G. Guarnieri - W. Baracchi) (Live Villa Bellini, Catania)
9. Io che amo solo te (S. Endrigo) (Live Villa Bellini, Catania)
10. Johnny Guitar (V. Young - P. Lee) (Live Villa Bellini, Catania)
11. Everything is gonna be alright  (Oldham - Skinner) (studio)

## Formazione
- Giuni Russo – voce
- Elvezio Fortunato – chitarra
- Guido Carli – batteria
- Marco Zanoni – tastiera
- Umberto Iervolino – chitarra, pianoforte
- Marco Barusso – basso, chitarra
- Stefano Brandoni – chitarra